# Яворовка (Житомирская область)
Яворовка (укр. Яворівка) — село на Украине, находится в Новоград-Волынском районе Житомирской области. 

## История
Образовано в 1890 году, как отдельный населённый пункт основано в 1937 году.
До 1946 года называлось Дзикунка. После высылки местных поляков в Казахстан переименовано.
Население по переписи 2001 года составляет 318 человек. Почтовый индекс — 11784. Телефонный код — 4141. Занимает площадь 1,504 км².

## Адрес местного совета
11784, Житомирская область, Новоград-Волынский р-н, с. Лебедевка